# Tamati Williams
Tamati Williams (nascut el 19 de gener de 1984) és un futbolista neozelandès que actualment juga per l'Auckland City del Campionat de Futbol de Nova Zelanda. Williams juga com a porter.

## Trajectòria per club
Williams començà la seva carrera futbolística amb el University-Mount Wellington de la ciutat neozelandesa d'Auckland. El juliol de 2007 va marxar del club.
El juliol de 2007 va començar a jugar amb l'Auckland City del Campionat de Futbol de Nova Zelanda. Va debutar per l'equip el 27 d'octubre en un partit contra l'AS Manu-Ura de la Polinèsia Francesa en què guanyaren 6 a 0. Al llarg de la temporada 2007-08 Williams va jugar en un total de 18 partits.
El juliol de 2008 va ser fitxat pel Forrest Hill Milford United. Amb aquest club va jugar per quatre anys fins que va retornar-se'n a l'Auckland City el gener de 2008.
Des del gener de 2012 Williams ha jugat en cinc partits per l'Auckland City. D'aquests cinc partits, tres han estat en el Campionat de Futbol de Nova Zelanda i dos han estat en la Lliga de Campions.

## Trajectòria internacional
Encara que Williams no hagi jugat per a la selecció neozelandesa, va ser el tercer porter de la selecció en la Copa de Nacions de l'OFC de 2004; en aquesta competició Nova Zelanda quedà en tercer lloc, per darrere de Tahití i Austràlia.

## Palmarès
- Lliga de Campions de l'OFC (1): 2011-12.